# Phelps Phelps

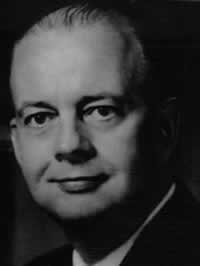
Phelps Phelps

Phelps Phelps (* 4. Mai 1897 in Bonn, Deutsches Reich; † 10. Juni 1981 in Wildwood, New Jersey) war ein US-amerikanischer Politiker. In den Jahren 1951 und 1952 war er Gouverneur von Amerikanisch-Samoa.

## Werdegang
Phelps Phelps wurde unter dem Namen Phelps von Rottenburg in Bonn geboren. Er war der Enkel des Kongressabgeordneten William Walter Phelps (1839–1894) aus New Jersey. Nach der Scheidung der Eltern im Jahr 1899 zog er mit seiner Mutter nach Teaneck. Im Jahr 1916 studierte er an der Yale University, von der er aber wegen Betrugs bei einer Prüfung ausgeschlossen wurde. Danach absolvierte er im Jahr 1917 eine Flugausbildung beim Militär in Ithaca (New York). Für kurze Zeit diente er im Royal Flying Corps der kanadischen Streitkräfte. Im Jahr 1922 besuchte er das Williams College in Williamstown (Massachusetts). Nach einem anschließenden Jurastudium an der Fordham University und seiner 1925 erfolgten Zulassung als Rechtsanwalt begann er im Staat New York in diesem Beruf zu arbeiten.
Während des Zweiten Weltkrieges diente er ab 1942 in der United States Army. Er war auch an den Kriegsverbrecherprozessen gegen japanische Regierungsmitglieder beteiligt. Am 23. Februar 1951 wurde Phelps von Präsident Harry S. Truman zum ersten zivilen Gouverneur von Amerikanisch-Samoa ernannt. Dieses Amt bekleidete er bis zum 16. Juli 1952. In diese Zeit fiel die Umstellung von der bisherigen Militärverwaltung durch die US Navy auf die neue Zivilverwaltung. Phelps förderte die wirtschaftlichen Anstrengungen seines Territoriums. Nach dem Ende seiner Zeit als Gouverneur war er in den Jahren 1952 und 1953 als Nachfolger von Ralph H. Ackerman US-Botschafter in der Dominikanischen Republik.
Politisch schloss sich Phelps zunächst der Republikanischen Partei an. Zwischen 1924 und 1928 war er Abgeordneter in der New York State Assembly. 1928 kandidierte er in den Vorwahlen seiner Partei erfolglos für den Kongress. 1932 wechselte er zu den Demokraten. In den Jahren 1936, 1956 und 1960 nahm er als Delegierter an den jeweiligen Democratic National Conventions teil. Zwischen 1937 und 1938 war er nochmals Abgeordneter in der State Assembly; von 1939 bis 1942 gehörte er dem Senat von New York an. Später war er Gastgeber einer Radiosendung. Er war Beauftragter der Palisades Interstate Park Commission. Nach der Nominierung von Jimmy Carter als demokratischer Präsidentschaftskandidat im Jahr 1976 kehrte Phelps wieder zur Republikanischen Partei zurück.
Phelps Phelps starb am 10. Juni 1981 in Wildwood. Er wurde auf dem Nationalfriedhof Arlington in Virginia beigesetzt.